# يوشيهيرو أزوما
يوشيهيرو أزوما (باليابانية: 東佳弘؛ بالكانا: あずま よしひろ) هو منافس ألعاب قوى ياباني، ولد في 7 مايو 1991 في أوساكا في اليابان.

## وصلات خارجية
- يوشيهيرو أزوما على موقع الاتحاد الدولي لألعاب القوى (الإنجليزية)
- يوشيهيرو أزوما على موقع اللجنة الأولمبية الدولية (الإنجليزية)
- يوشيهيرو أزوما على موقع أوليمبيديا (الإنجليزية)